# 不二子
不二子（ふじこ、1980年3月5日- ）は、日本の女優、ファッションモデルである。佐賀県伊万里市出身。

## 来歴・人物
佐賀県立伊万里高等学校出身。
ファッション雑誌PeeWeeのモデルを経て女優に。2000年の映画『ビジターQ』でヌードシーンを演じた。一時期、研音に所属し、芸名を松尾 玲央（まつお れお）と改名した。研音退社後、芹川事務所に所属し、このとき芸名も不二子に戻した。『花と蛇2 パリ/静子』（2005）、『卍（まんじ）』（2006）での大胆な演技も話題となった。
血液型はA型。趣味は読書、水泳、写真撮影、爬虫類の愛玩など。
実妹も松尾 梨奈（まつお りな）の芸名で、短期間だがモデル活動歴があった。

## 主な出演作品
※太字は主演

### 映画
2000年
- ビジターQ（山崎美貴）

2001年
- フィラメント
- ほとけ

2002年
- 目下の恋人（？）※松尾玲央名義

2004年
- 嗤う伊右衛門（梅）※松尾玲央名義
- 肌の隙間（妙子）
- OLDK オーエルディーケー

2005年
- イケルシニバナ
- 楽園 -流されて-
- Strange Circus 奇妙なサーカス（剛三の愛人）
- 花と蛇2 パリ/静子（池上小夜子）

2006年
- 気球クラブ、その後
- 煙が目にしみる〜重松清「愛妻日記」より〜（主演）
- 卍（まんじ）（志藤光子）
- 東京大学物語（小泉真紀）

2007年
- エクステ

2009年
- 感染列島
- さまよう刃

2010年
- ヘヴンズ ストーリー（ナナミ）
- 特命女子アナ 並野容子 LOVE IS OVER（浜圭子）

2012年
- 名無しの十字架

2015年
- 赤い玉、（唯）

2016年
- アルビノ（屋島） [1]

### オリジナルビデオ
2003年
- エリ 従姉弟関係（主演）※松尾玲央名義

2005年
- エロガンス（主演）

2010年
- 人生逆転ゲーム（ママさん）

2017年
- 極道天下布武 第二幕（蝶）

### テレビドラマ
2000年
- 伝説の教師（生徒）
- 多重人格探偵サイコ 雨宮一彦の帰還（まみ）

2002年
- 愛なんていらねえよ、夏（伊藤楓）※松尾玲央名義

2004年
- ファンタズマ〜呪いの館〜（？）※EPISODE3ゲスト
- ああ探偵事務所（）

2006年
- 怨み屋本舗（佐倉杏子）※第4話ゲスト

2007年
- 帰ってきた時効警察（キリコ）※第3話ゲスト

2009年
- 土曜時代劇 オトコマエ!2（おとみ）※第7話ゲスト

2011年
- NHK正月時代劇 隠密秘帖

### 舞台
- STAY
- ずっとこのまま

### ミュージックビデオ
- CHEMISTRY「PIECES OF A DREAM」（2001年）